# Alt Maestrat
Pour les articles homonymes, voir Maestrazgo (homonymie).
Alt Maestrat (en castillan : Alto Maestrazgo) est une comarque de la province de Castellón, dans la Communauté valencienne, en Espagne. Son chef-lieu est Albocàsser.

## Communes
| Nom                                | Population (2005) | Superficie |
| ---------------------------------- | ----------------- | ---------- |
| Albocàsser Albocácer               | 1.395             | 82,30      |
| Ares del Maestrat Ares del Maestre | 228               | 118,70     |
| Benasal                            | 1.340             | 79,60      |
| Catí                               | 857               | 102,30     |
| Culla                              | 677               | 116,30     |
| Tírig                              | 570               | 42,30      |
| Torre de Embesora                  | 204               | 11,70      |
| Vilar de Canes                     | 185               | 15,90      |
| Villafranca del Cid                | 2.547             | 93,80      |
| Total                              | 8.003             | 652,90     |